# Korona czechosłowacka
Korona czechosłowacka (cz. koruna československá, po sk. koruna česko-slovenská, w I ČSR skrót „Kč”, w II ČSR skrót „K”, po 1945 roku „Kčs”) – jednostka monetarna Czechosłowacji od 1919 do 1939 i od 1945 do 1993. Dzieliła się na 100 halerzy.
Korona czechosłowacka zastąpiła w 1919 koronę austro-węgierską. Po rozpadzie monarchii austro-węgierskiej i powstaniu niepodległej Czechosłowacji, 10 kwietnia 1919 wprowadzona została reforma walutowa ustanawiająca koronę czechosłowacką. Pierwsze banknoty weszły do użycia jeszcze w tym samym roku, a monety w 1922.
Podczas II wojny światowej korona czechosłowacka została zlikwidowana, a zamiast niej wprowadzone zostały osobno korona dla Protektoratu Czech i Moraw i korona słowacka w marionetkowym państwie słowackim. Wspólna waluta została przywrócona po wojnie wraz z odzyskaniem przez Czechosłowację niepodległości.
W Republice Czeskiej i w Republice Słowackiej po rozpadzie Czechosłowacji najpierw obowiązywała unia monetarna i wspólna waluta. Wkrótce jednak okazało się, że ze względów gospodarczych nie można jej dłużej utrzymywać i od 8 lutego 1993 roku wprowadzono dwie waluty: korona czeska (CZK) i korona słowacka (SKK). Najpierw na federalnych banknotach umieszczono czeskie lub słowackie znaczki, później każde z państw drukowało własne banknoty. Federalne monety po rozpadzie unii obowiązywały w obu państwach, dopóki nie wyprodukowano wystarczającej liczby nowych monet.